# Aus einem deutschen Leben
Aus einem deutschen Leben ist ein deutscher Spielfilm aus dem Jahr 1977 nach dem Drehbuch und unter der Regie von Theodor Kotulla mit Götz George in der Hauptrolle. Die Umsetzung des Skripts beruht auf dem 1952 erschienenen französischen Roman La mort est mon métier (ins Deutsche übersetzte Ausgabe: Der Tod ist mein Beruf) von Robert Merle.

## Historischer Hintergrund
Wie der Roman basiert der Film auf Verhörprotokollen des Prozesses gegen Rudolf Höß, SS-Offizier und Kommandant des Konzentrations- und Vernichtungslagers Auschwitz, sowie auf dessen autobiographischen Aufzeichnungen, die er in britischer und nach seiner Auslieferung in polnischer Haft im Jahr 1946/47 geschrieben hatte, bevor er als verurteilter Kriegsverbrecher hingerichtet wurde. Statt des Namens Rudolf Höß, an dessen Lebenslauf sich die Handlung orientiert, wird im Film – einer verallgemeinernden/anonymisierenden Intention folgend – das Pseudonym Franz Lang verwendet. Der reale Rudolf Höß war unter diesem (falschen) Namen nach dem Zweiten Weltkrieg zunächst als vermeintlicher Bootsmaat untergetaucht, bis er 1946 enttarnt und verhaftet wurde.
Der Film ist in 14 voneinander abgetrennte Einzelepisoden aufgeteilt, die fragmentarisch prägnante Stationen des Lebens des Protagonisten Franz Lang (eigentlich Rudolf Höß) nachzeichnen.

## Handlung
Franz Lang, geboren im Jahr 1900, versucht als Jugendlicher während des Ersten Weltkriegs mehrmals – zunächst vergeblich – an die Front zu kommen. Schließlich meldet er sich als Freiwilliger in einem Lazarett, wo er den verwundeten Hauptmann Günther kennenlernt. Dieser erklärt ihm, dass es nur eine Sünde gebe: kein „guter Deutscher“ zu sein; für Lang ein sein weiteres Leben prägender Schlüsselsatz. Der Offizier verspricht dem jungen Franz, diesen nach seiner Genesung in die von ihm neuaufgestellte Schützenkompanie zu übernehmen. 
1917 ist Franz Lang bei einem von ihm herbeigesehnten Fronteinsatz, der unter dem Kommando von Hauptmann Günther steht: Mit drei weiteren Kameraden soll Franz eine MG-Stellung beziehen, und muss an der Front miterleben, wie zwei seiner Kameraden fallen. Ein dritter versucht, Franz zur Fahnenflucht zu überreden. Doch dieser will den Willen seines zuvor gefallenen Gruppenführers durchführen und so lange wie möglich in der MG-Stellung verweilen und erschießt den Flüchtigen. Schwer verwundet schleppt sich Franz Lang mit dem MG hinter die Front zurück, wo er von Hauptmann Günther ohnmächtig aufgefunden wird. Dieser befördert ihn etwas später zum Unteroffizier, da Franz der einzige Überlebende eines aussichtslosen Kampfes ist. 
Auch nach dem Krieg behält Lang während der Weimarer Republik seine Gesinnung, die von Pflichterfüllung und Autoritätsgläubigkeit geprägt ist, konsequent bei, und eckt mit dieser Einstellung im Zivilleben wiederholt an: Mit Hilfe eines Kriegskameraden findet er 1919 Arbeit in einer Maschinenfabrik, aus der er aber schon bald – nach einem Konflikt mit einem älteren Kollegen, der vom Arbeitstempo Langs überfordert ist – auf Druck der Belegschaft und des Arbeiterrats (der Bedeutung nach vergleichbar mit einem heutigen Betriebsrat) entlassen wird. 
Nach seiner Entlassung gerät Lang in völkisch-nationalistische Kreise. So schließt er sich 1919 dem rechtsextremen Freikorps Roßbach an, das unter anderem im Baltikum und beim Ruhraufstand gegen linksrevolutionäre Arbeiter kämpfte. Dabei erkennt er in einer Gruppe gefangener Aufständischer einen ehemaligen Freikorpskameraden, für dessen Freilassung sich Lang bei seinem Vorgesetzten zunächst einsetzt, indem er ihn auf dessen gemeinsamen Einsatz auf seiten der Freikorps im Baltikum sowie auf die Tatsache aufmerksam macht, dass dieser Träger des Eisernen Kreuzes sei, welches er für seinen Einsatz vor Verdun bekommen habe. Der Gruppenführer der Einheit überzeugt Franz Lang, dass es sich hierbei um Kommunisten handele, die sich nicht auf eine frühere Truppenkameradschaft berufen könnten. Diese seien von „jüdisch-marxistischen Agitatoren“ ideologisch verblendet; ferner sei ein Befehl immer verbindend und auch entgegen persönlichen Interessen durchzuführen. Mit dieser Erklärung gibt sich Lang widerstrebend zufrieden. Als Langs ehemaliger Kriegskamerad wenig später einen Fluchtversuch startet, erschießt ihn Lang auf der Flucht.
Nach Auflösung der Freikorps findet Lang eine Beschäftigung als Bauarbeiter. Seinen ersten Lohn verwendet er, um seine Schulden bei Kameraden bezahlen zu können. So bleibt kaum Geld zum Leben übrig. Zudem überfordert ihn die körperliche Anstrengung so sehr, dass er unter dem Eindruck, seine Pflicht nicht gewissenhaft erfüllen zu können, in Verzweiflung gerät. Lang beschließt, freiwillig aus dem Leben zu gehen. Doch bevor er sich mit seiner Pistole erschießen kann, besucht ihn ein Kollege vom Bau: Dieser errät sofort Langs Vorhaben und ermahnt diesen, „treu gegenüber Deutschland zu bleiben“. Lang trage für Deutschland Verantwortung, auch wenn er jetzt kein Soldat mehr sei. Langs Arbeitskollege, von dem er vermutet, dass er Mitglied der NSDAP ist, überlässt ihm ein Exemplar des Völkischen Beobachters. Beeindruckt von der dort verwendeten kämpferischen Sprache beschließt Franz Lang, ebenfalls der NSDAP beizutreten.
1922 sucht Lang ein Sturmlokal der örtlichen SA auf: Er will sich eintragen lassen. Als er seinen Aufnahme- und Verpflichtungsschein für den Beitritt zur NSDAP ausgefüllt hat, erklärt der SA-Obersturmführer, dass Lang ab sofort als SA-Anwärter in die Sturmabteilung aufgenommen sei und diesem eine vorläufige Mitgliedskarte der NSDAP übergeben werde, da es sich bei ihm um einen alten Roßbach-Angehörigen handele. Lang bestätigt, dass er mit dem Freikorps an allen „Kampfeinsätzen nach dem Kriege“ (Ruhrgebiet, Baltikum und Oberschlesien) teilgenommen habe. Er habe jedoch kein Geld, um sich eine SA-Uniform leisten zu können, bedauert Franz dem SA-Führer gegenüber. Daraufhin überlässt dieser ihm die Uniform eines zuvor erschossenen SA-Mannes.
Als Mitglied der NSDAP und SA-Mann folgt Lang einige Zeit später dem Aufruf einiger mecklenburgischer Gutsbesitzer, die für ihren Großgrundbesitz eine Schutztruppe aus ehemaligen Freikorps-Soldaten suchen.
Zusammen mit einigen Kameraden des ehemaligen Freikorps Roßbach kommt es 1923 zu dem Parchimer Fememord, als im Ort der ehemalige Kassierer des Freikorps auftaucht. Dieser war Jahre zuvor mit den Freikorps-Geldern durchgebrannt und bei seinen Kameraden nicht sehr beliebt gewesen. Während eines Saufgelages deckt Franz Lang eine (angebliche) KPD-Mitgliedschaft des ehemaligen Freikorps-Kameraden auf. Die anwesenden Freikorps-Leute entführen und verprügeln den angeblichen Verräter in einem Waldstück und er wird dort von Franz Lang erschossen. Ein Beteiligter des Fememordes verrät das Verbrechen aus Angst, und Lang wird 1924 zu zehn Jahren Kerkerhaft verurteilt. In der Haft vertieft er sich in Hitlers Buch Mein Kampf und wird dort zum fanatischen Nationalsozialisten. Nach knapp fünf Jahren kommt Lang 1928 infolge einer Amnestie wieder auf freien Fuß.
Bei seiner sozialen Wiedereingliederung greift die NSDAP ihm unter die Arme und verhilft ihm zu einer Beschäftigung auf dem landwirtschaftlichen Gut des der Partei nahestehenden ehemaligen Obersten Baron von Jeseritz. Der ist bald sehr angetan von Langs Leistungen und fördert ihn weiter: So überlässt er ihm einen vernachlässigten Bauernhof zur selbständigen Bewirtschaftung und legt ihm die Ehe mit der vom Baron selbst ausgesuchten Else nahe, die nach der NS-„Rassenlehre“ dem Idealbild einer „arischen“ Frau entspreche. Lang kommt diesem Wunsch nach und heiratet Else. Bei einem späteren Empfang auf dem Gutshof lernt er Heinrich Himmler kennen. Himmler sei Langs Zuverlässigkeit und Organisationstalent zu Ohren gekommen, teilt man ihm dort mit. Franz Lang erhält von Himmler persönlich den Auftrag, eine Reiterstaffel aufzubauen, die letztendlich dann in die Schutzstaffel zu überführen sei.
Nach dem Ende der Republik bzw. der Machtergreifung der Nationalsozialisten wird Lang, inzwischen Unterscharführer der Reiter-SS, 1934 von Himmler ein Verwaltungsposten im Konzentrationslager Dachau bei München angetragen. Obwohl er und seine Ehefrau lieber in der Landwirtschaft geblieben wären, nimmt Lang dieses Angebot des Reichsführers SS im Sinn einer „Verpflichtung für Partei und Vaterland“ an. Durch seine Parteitreue und sein Organisationstalent könne Lang, so Himmler ihm gegenüber, Staat und Partei am besten dienen. Seiner Frau gegenüber betont Lang, dass ihn der Reichsführer SS vor allem wegen seines organisatorischen Talentes auserkoren habe und weil er die Haft kenne, schließlich sei er selbst fast fünf Jahre Gefangener gewesen.
Im KZ Dachau wird Franz Lang auf seine Rolle als zukünftiger Lagerkommandant vorbereitet, erfüllt auch dort widerspruchslos die ihm übertragenen Tätigkeiten und steigt so im Lauf der Jahre zum SS-Sturmbannführer auf. Während des Zweiten Weltkrieges wird Lang 1941 erneut zu Himmler gerufen, der ihn unter Geheimhaltungsauflage über die geplante und von Hitler befohlene „Vernichtung der Juden“ und die zu diesem Zweck vorgesehenen Lager in Polen informiert. Lang übernimmt daraufhin das Vernichtungslager Auschwitz. Von Adolf Eichmann wird Lang über die verlangten „Vernichtungskapazitäten“ instruiert. Die bis dahin durchgeführten Tötungen seien für die Parteiführung noch zu ineffektiv verlaufen. Mehr oder weniger durch Zufall kommt Lang die Idee zum Einsatz des Giftes Zyklon B als hygienisch saubere und effektive Lösung zur massenhaften Vergasung der nach Auschwitz deportierten Gefangenen. Für die Umsetzung dieser Methode wird er 1942 nach einem Besuch Himmlers im Lager mit sofortiger Wirkung zum SS-Obersturmbannführer befördert. 
Als seine Frau Else während eines Essens mit dem Leiter des Vernichtungslagers Chelmno das Ausmaß der Vorgänge im Lager durchschaut und ihren Mann zur Rede stellt, beruft dieser sich auf sein Pflichtgefühl. Er widerspricht auch nicht der erschrockenen Annahme seiner Frau, dass er auch ihre gemeinsamen Kinder umbrächte, wenn er den Befehl dazu erhielte, sondern ganz im Gegenteil: Natürlich würde er es tun, wenn er den Befehl dazu erhielte, so Langs Antwort. Er argumentiert seiner Frau gegenüber, dass nicht er für sein Tun im Lager verantwortlich sei, sondern die Verantwortung seines Tuns liege bei dem, der ihm den Befehl dazu gegeben habe.
Nach Kriegsende taucht Lang auf einem Bauernhof im von den USA besetzten Teil Deutschlands unter. Er wird von amerikanischen Soldaten aufgespürt und inhaftiert. Während eines Verhörs antwortet Lang auf die Frage eines US-Offiziers, ob er die Ausrottung der Juden für richtig gehalten habe: „Was ich glaube, ist unwesentlich. Ich habe nur gehorcht.“
Franz Lang wird an Polen ausgeliefert, dort als Kriegsverbrecher zum Tode verurteilt und in Auschwitz gehängt.

## Inhaltliche Besonderheiten
In dem Film verzichtet Regisseur Theodor Kotulla bewusst weitgehend auf Hintergrundmusik.
Im Abspann des Trailers zum Film werden Lang (Rudolf Höß) und der Film über dessen Leben folgendermaßen beschrieben:

„Dieser Mann war kein Killer. Für das damalige Hitlerregime war er ein ‚Volksgenosse‘, ein guter Deutscher: gehorsam, pflichtbewußt, zuverlässig, ordentlich, arbeitsam, kinderlieb und belastbar. – Der Film ‚Aus einem deutschen Leben‘ zeigt, wie ein Mann dazu kommt, auf Befehl ein Konzentrationslager zu bauen und darin eine Tötungsanlage zu installieren, die so rationell arbeitet wie das Fließband einer Fabrik.“

## Auszeichnungen
Der Film wurde 1977 von der Filmbewertungsstelle mit dem Prädikat besonders wertvoll ausgezeichnet und erhielt 1978 bei der Vergabe des Deutschen Filmpreises das Filmband in Silber in der Kategorie Weitere programmfüllende Spielfilme.

## Rezension/Kritik
„[…] Die Austauschbarkeit von Kollektivdenken und Feindbild wird durch die emotionslose, auf Kern und Mechanik solcher ‚Bewegung‘ zurückführende psychohistorische Analyse Kotullas erschreckend deutlich. Politisch-moralische Oberflächlichkeit und Gedankenflüchtigkeit eines irrational zum Höchstwert an sich verallgemeinert propagierten Sinnes für ‚Ruhe, Ordnung und vor allem Sauberkeit‘ – unter diesem Vorwand wurden in Auschwitz täglich bis zu 9000 Menschen in den ‚Duschraum‘ geschickt – erscheint in Kotullas Film zu Recht als die Hauptursache des totalitären Machtmißbrauchs, wie er deswegen mit verschiedenen Formen und ideologischen Vorzeichen weiterhin weltweit offen oder versteckt zu funktionieren vermag. Insoweit ist diese an Tatsachen orientierte Fiktion ein Lehrstück, das jeder Pädagoge, erst recht jeder Geschichtslehrer mit der Jugend auseinandersetzen sollte […]“